# Roviny (přírodní památka)
Roviny jsou přírodní památka v lokalitě Nevojice v okrese Vyškov. Přírodní památka byla zřízena vyhláškou Okresního úřadu Vyškov ze dne 28. června 1990. Leží východně od města Bučovice, geomorfologicky jsou součástí Bučovické pahorkatiny. Geologické podloží tvoří flyšové pískovce, překryté sprašemi. Důvodem ochrany je uchování xerotermních rostlinných a živočišných společenstev ponticko-panonského typu.

## Flóra a fauna
Z chráněných rostlin je tu vstavač vojenský (Orchis militaris), vstavač nachový (Orchis purpurea), sasanka lesní (Anemone sylvestris), hvězdnice chlumní (Aster amellus), kozinec vičencovitý (Astragalus onobrychis), vemeník dvoulistý (Platanthera bifolia) či okrotice bílá (Cephalanthera damasonium). Zajímavou faunu zastupují roháč obecný (Lucanus cervus), kudlanka nábožná (Mantis religiosa), zlatohlávek huňatý (Tropinota hirta), střevlík měděný (Carabus cancellatus tuberculatus), modrásek vikvicovitý (Polyommatus coridon), okáč voňavkový (Brintesia circe), hnízdí tu pěnice vlašská (Sylvia myssoria), ťuhýk obecný (Lanius collurio), strnad luční (Miliaria calandra) a krutihlav obecný (Jynx torquilla).